# Shin'en Multimedia
Shin'en Multimedia es una desarrolladora de videojuegos con sede en Múnich fundada en 1999 por miembros del grupo de demoscene llamado Abyss. Desde entonces lleva trabajando y publicando juegos en plataformas de Nintendo desde Game Boy Color, a excepción de Nintendo GameCube.
También son popularmente conocidos por haber creado alrededor de 200 bandas sonoras de videojuegos, tarea para la que siguen dando soporte de manera freelance a otras compañías. En este ámbito desarrollaron los engines de sonido middleware para sistemas portátiles: GHX (para Game Boy Color), GAX (para Game Boy Advance), DSX (para Nintendo DS), y NAX (basado en GAX, para Nokia N-Gage).

## Juegos desarrollados
| Año  | Título                                                      | Plataforma (s)                    | Desarrollador                      |
| ---- | ----------------------------------------------------------- | --------------------------------- | ---------------------------------- |
| 2001 | Käpt'n Blaubärs verrückte Schatzsuche                       | Game Boy Color                    | Ravensburger                       |
| 2001 | Iridion 3D                                                  | Game Boy Advance                  | Majesco                            |
| 2002 | Maya the Bee: The Great Adventure                           | Game Boy Advance                  | Acclaim Entertainment              |
| 2003 | Iridion II                                                  | Game Boy Advance                  | Majesco                            |
| 2005 | Maya the Bee: Sweet Gold                                    | Game Boy Advance                  | Midway Games                       |
| 2005 | Nanostray                                                   | Nintendo DS                       | Majesco (NA), THQ (EU), Taito (JP) |
| 2006 | Miss Spider's Sunny Patch Friends: Harvest Time Hop and Fly | Nintendo DS                       | The Game Factory                   |
| 2007 | Garfield's Nightmare                                        | Nintendo DS                       | The Game Factory                   |
| 2007 | Pet Alien: An Intergalactic Puzzlepalooza                   | Nintendo DS                       | The Game Factory                   |
| 2007 | Strawberry Shortcake: The Four Seasons Cake                 | Nintendo DS                       | The Game Factory                   |
| 2008 | Nanostray 2                                                 | Nintendo DS                       | Majesco                            |
| 2008 | Zenses Rainforest Edition                                   | Nintendo DS                       | The Game Factory                   |
| 2008 | Zenses Ocean Edition                                        | Nintendo DS                       | The Game Factory                   |
| 2008 | Fun! Fun! Minigolf                                          | WiiWare                           | Autopublicado                      |
| 2010 | Jett Rocket                                                 | WiiWare                           | Autopublicado                      |
| 2010 | Art of Balance                                              | WiiWare                           | Autopublicado                      |
| 2011 | FAST Racing League                                          | WiiWare                           | Autopublicado                      |
| 2011 | Nano Assault                                                | Nintendo 3DS                      | Majesco                            |
| 2012 | Fun! Fun! Minigolf TOUCH!                                   | Nintendo 3DS (Nintendo eShop)     | Autopublicado                      |
| 2012 | Art of Balance TOUCH!                                       | Nintendo 3DS (Nintendo eShop)     | Autopublicado                      |
| 2012 | Nano Assault Neo                                            | Wii U (Nintendo eShop)            | Autopublicado                      |
| 2013 | Nano Assault EX                                             | Nintendo 3DS (Nintendo eShop)     | Autopublicado                      |
| 2013 | Jett Rocket II – The Wrath of Taikai                        | Nintendo 3DS (Nintendo eShop)     | Autopublicado                      |
| 2014 | Art of Balance                                              | Wii U (Nintendo eShop)            | Autopublicado                      |
| 2014 | Nano Assault Neo X                                          | PlayStation 4 (PlayStation Store) | Autopublicado                      |
| 2015 | Family Tennis SP                                            | Wii U (Nintendo eShop)            | Autopublicado                      |
| 2015 | Fast Racing Neo                                             | Wii U (Nintendo eShop)            | Autopublicado                      |
| 2016 | Art of Balance                                              | PlayStation 4 (PlayStation Store) | Autopublicado                      |
| 2017 | Fast RMX                                                    | Nintendo Switch (Nintendo eShop)  | Autopublicado                      |
| 2018 | Art of Balance                                              | Nintendo Switch (Nintendo eShop)  | Autopublicado                      |
| 2019 | The Touryst                                                 | Nintendo Switch (Nintendo eShop)  | Autopublicado                      |